# NGC 3673
NGC 3673 is een balkspiraalstelsel in het sterrenbeeld Waterslang. Het hemelobject werd op 22 maart 1836 ontdekt door de Britse astronoom John Herschel.

## Synoniemen
- ESO 503-16
- MCG -4-27-10
- UGCA 236
- AM 1122-262
- IRAS 11227-2627
- PGC 35097